# Ver tubicole
Taxons concernés
Les espèces :
- de la classe des Polychaeta,
- de la sous-classe des Sedentaria,
- de l'infra-classe des Canalipalpata
- de l'ordre des Sabellida

Les espèces des Phylums des :
- Pogonophores
- Phoronidiens
- Vestimentifères
- Rhabdopleuresmodifier

On appelle ver tubicole, ver tubulaire ou ver plumeux les vers marins benthiques et sédentaires de la classe de Polychaeta, de la sous-classe des Sedentaria, de l'infra-classe des Canalipalpata et de l'ordre des Sabellida qui ont la particularité de vivre dans un tube. On nomme aussi ver tubicole certains vers, entre autres ceux de la famille des Siboglinidae (pogonophores et vestimentifères), l'ordre des Rhabdopleurida et la famille des Phoronida (phoronidiens), qui ont la particularité de vivre dans un tube.

## Description

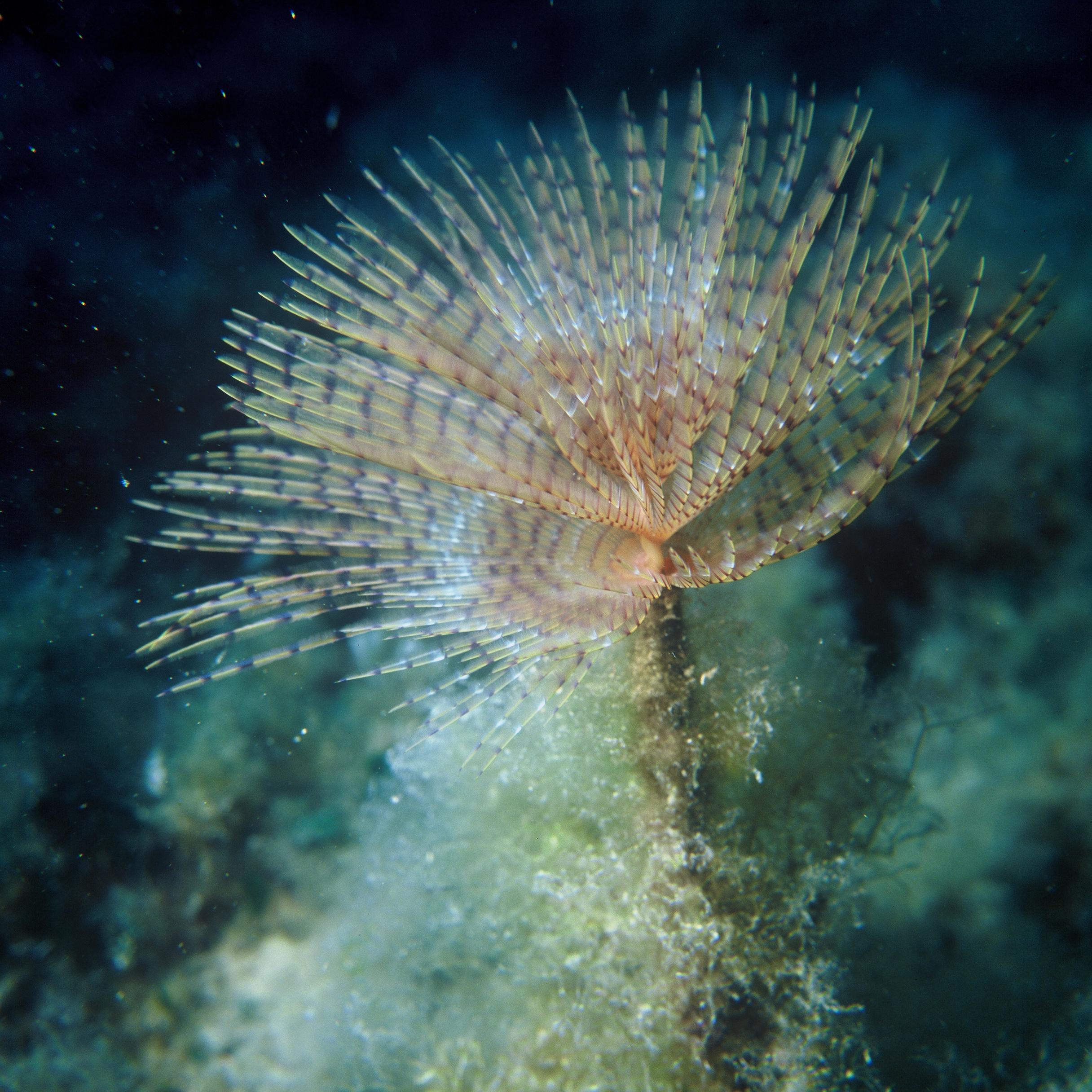
Sabella spallanzani

Ces vers ont la particularité d'avoir leur corps à l'intérieur d'un tube. Fabriqué par le ver lui-même, ce tube peut être fait de calcaire, de sable agrégé, de chitine, ou d'autres matériaux accumulés par l'animal.
Ce tube est fait d'un type particulier de collagène (travaux de Mme Gaill, CNRS, Paris). Il est fixé au substrat, par exemple sur le sable, la vase, la roche et le corail.
Les vers tubicoles possèdent généralement des filaments tentaculaires autour de leur bouche pour capturer les organismes planctoniques dont ils se nourrissent et pour respirer. Ils peuvent rétracter leurs « tentacules » à l'intérieur de leur tube s'ils se sentent menacés. Certaines espèces peuvent sortir de leur tube et se déplacer en dehors, d'autres y vivent fixés à l'intérieur et ne peuvent en sortir totalement.

## Reproduction

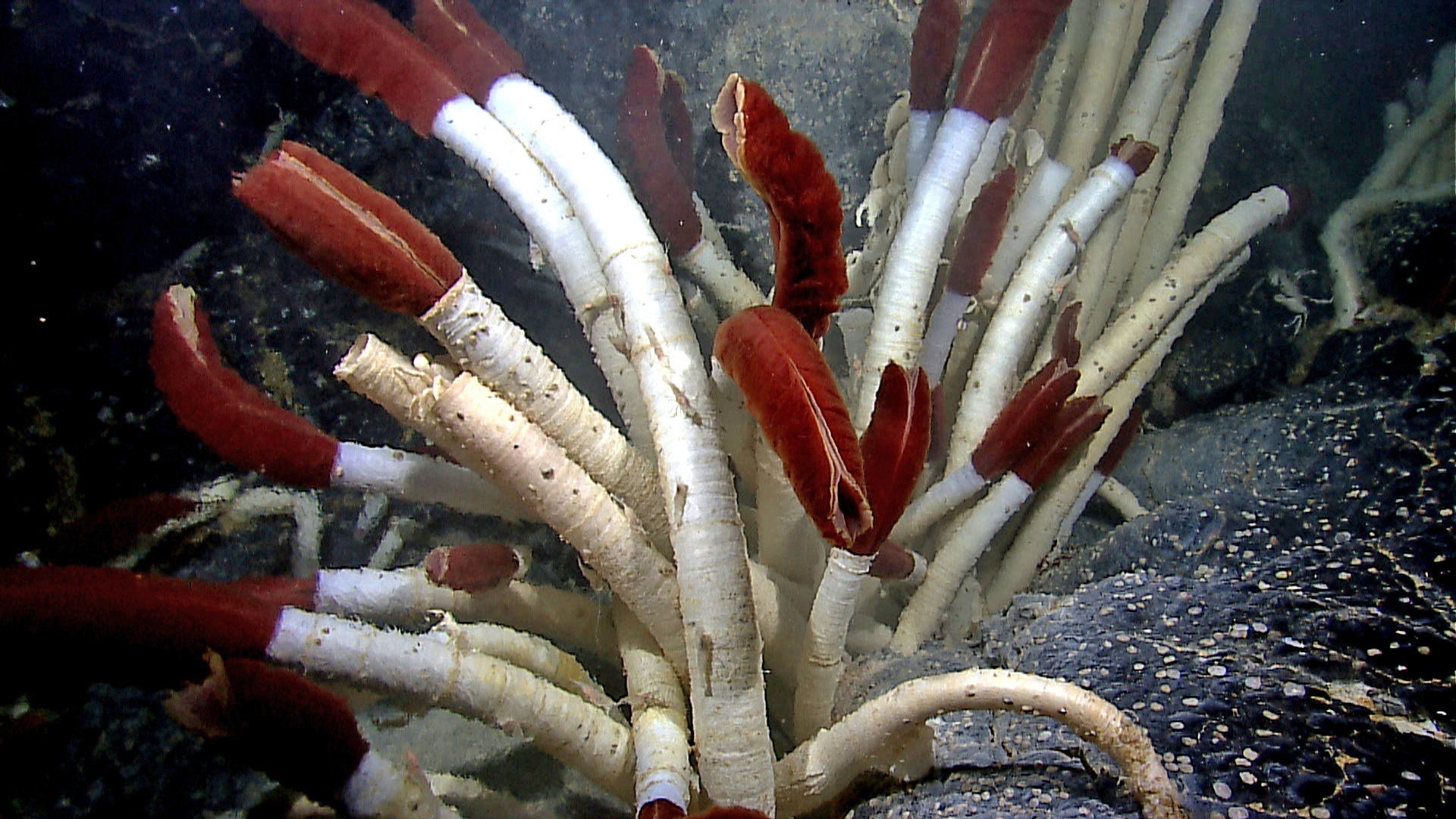
Riftia pachyptila

La plupart des vers tubicoles benthiques relâchent dans l'eau du sperme et des ovules. Une fois fécondés, ceux-ci formeront des œufs, puis des larves trochophores faisant partie du zooplancton, qui se déposeront ensuite sur un substrat ou elles grandiront.

## Répartition

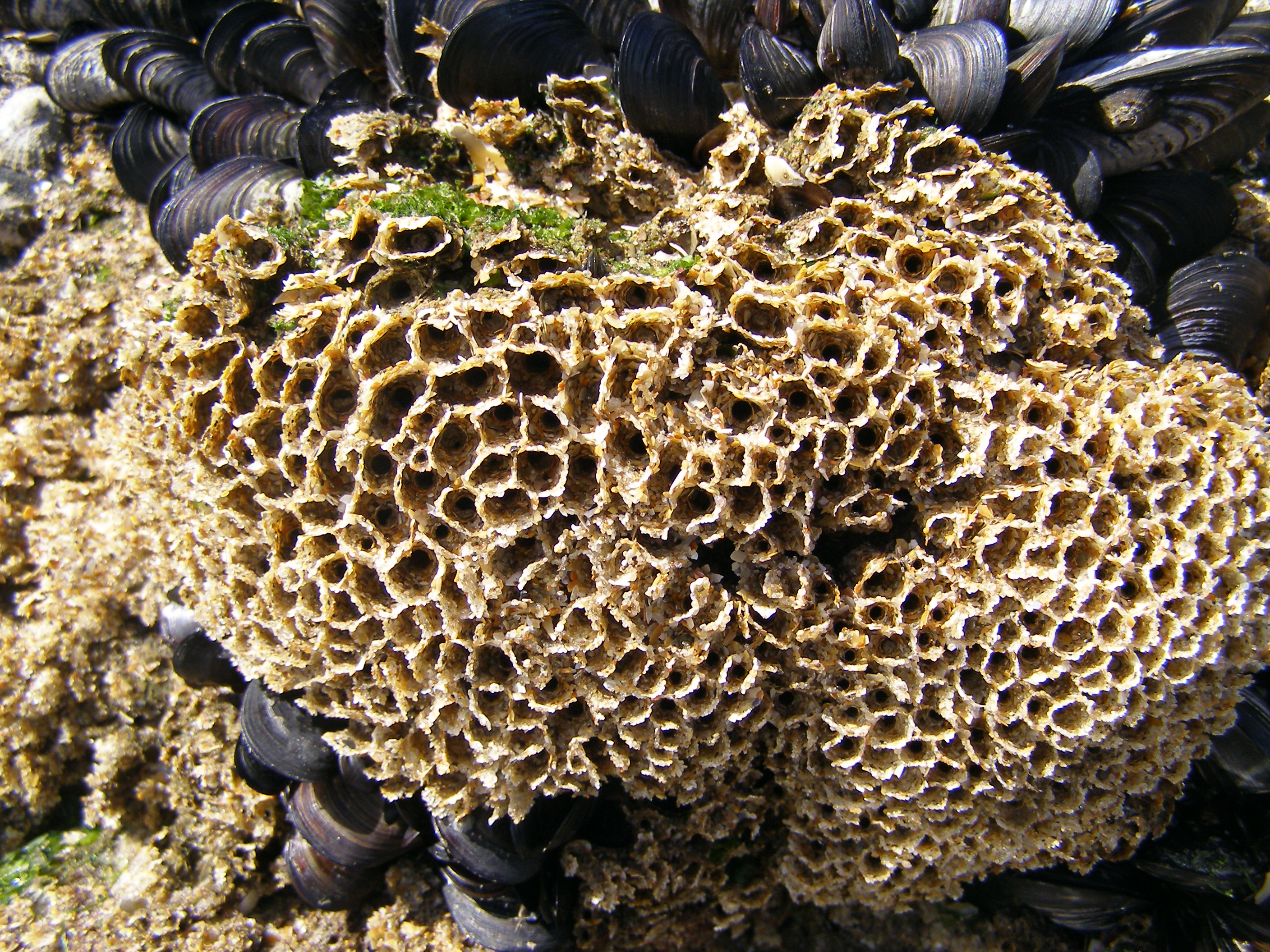
Pseudo-récif de Sabellaria alveolata

Selon les espèces, il existe des vers tubicoles dans tous les océans et mers du monde, que ce soit dans les eaux tempérées, tropicales ou polaires. Certaines espèces vivent à de grandes profondeurs.

## Alimentation

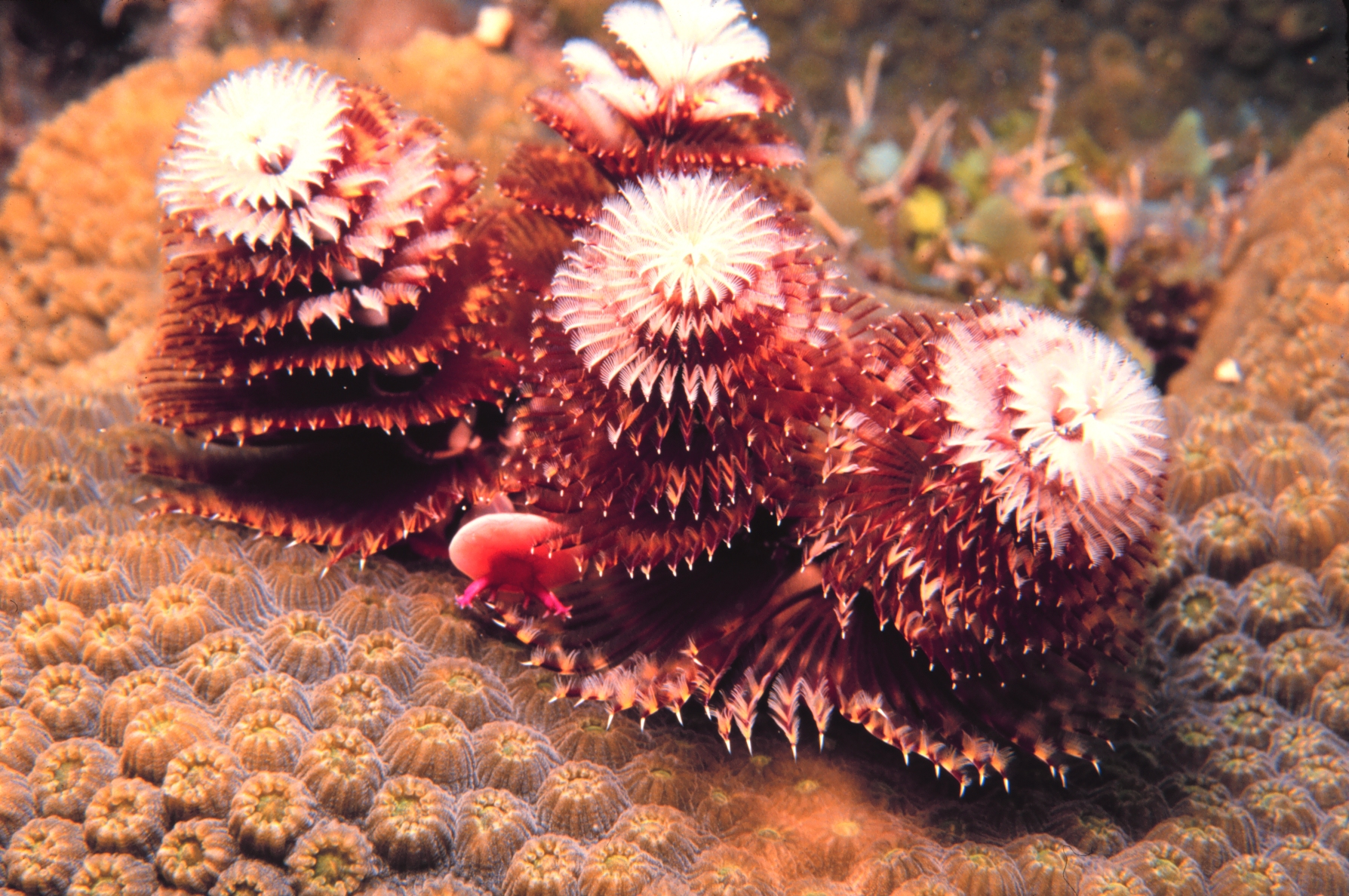
Spirobranchus giganteus

La plupart s'alimentent de plancton et de matière organique microscopique en suspension dans l'eau, qu'ils capturent grâce à leurs panaches de tentacules. Des bandelettes ciliées acheminent la nourriture à la bouche. Les particules les plus grosses sont rejetées.

## Respiration
La plupart des espèces respirent grâce à leurs panaches de tentacules qui font office de branchies.

## Autres
On peut confondre les vers tubicoles avec les crinoïdes ou les actinies, qui possèdent des ressemblances avec eux, mais ne leur sont en rien apparentés.

## Galerie

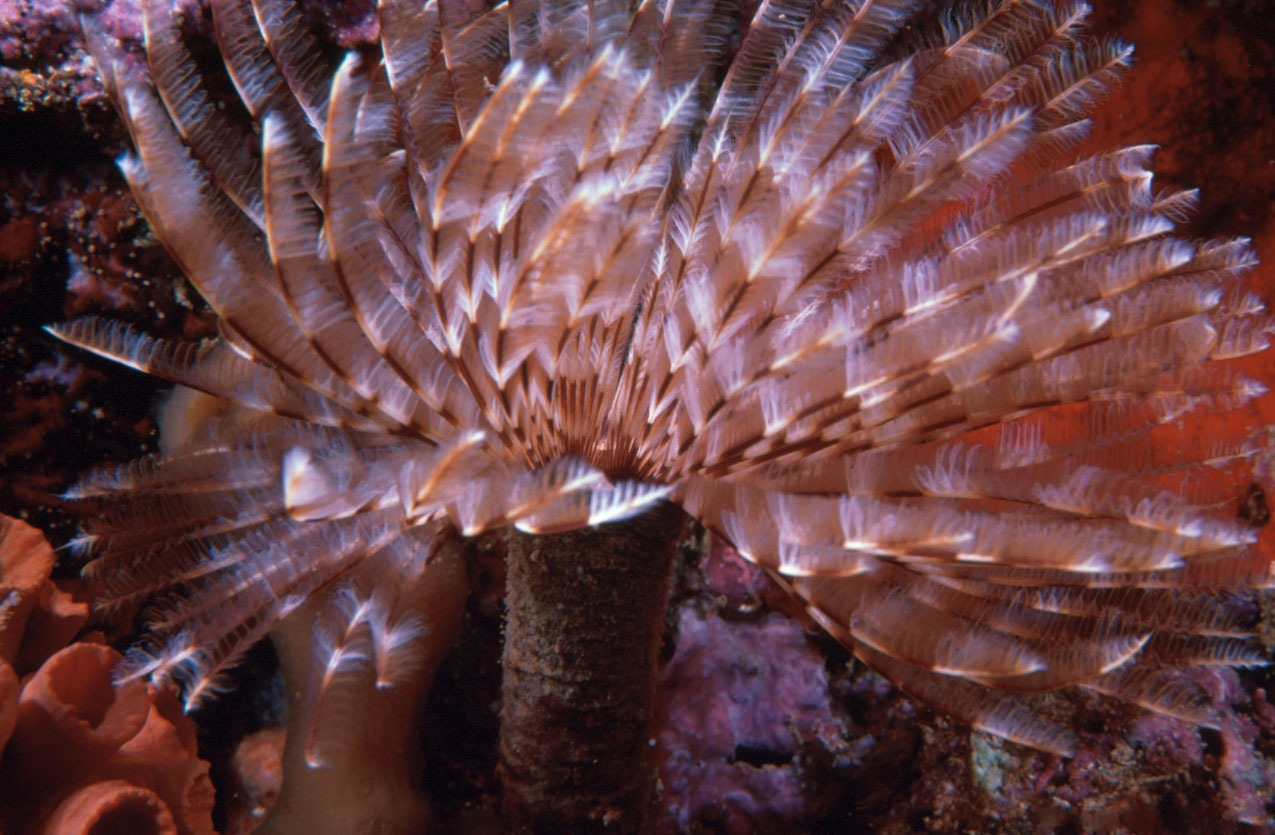
Sabellastarte indica
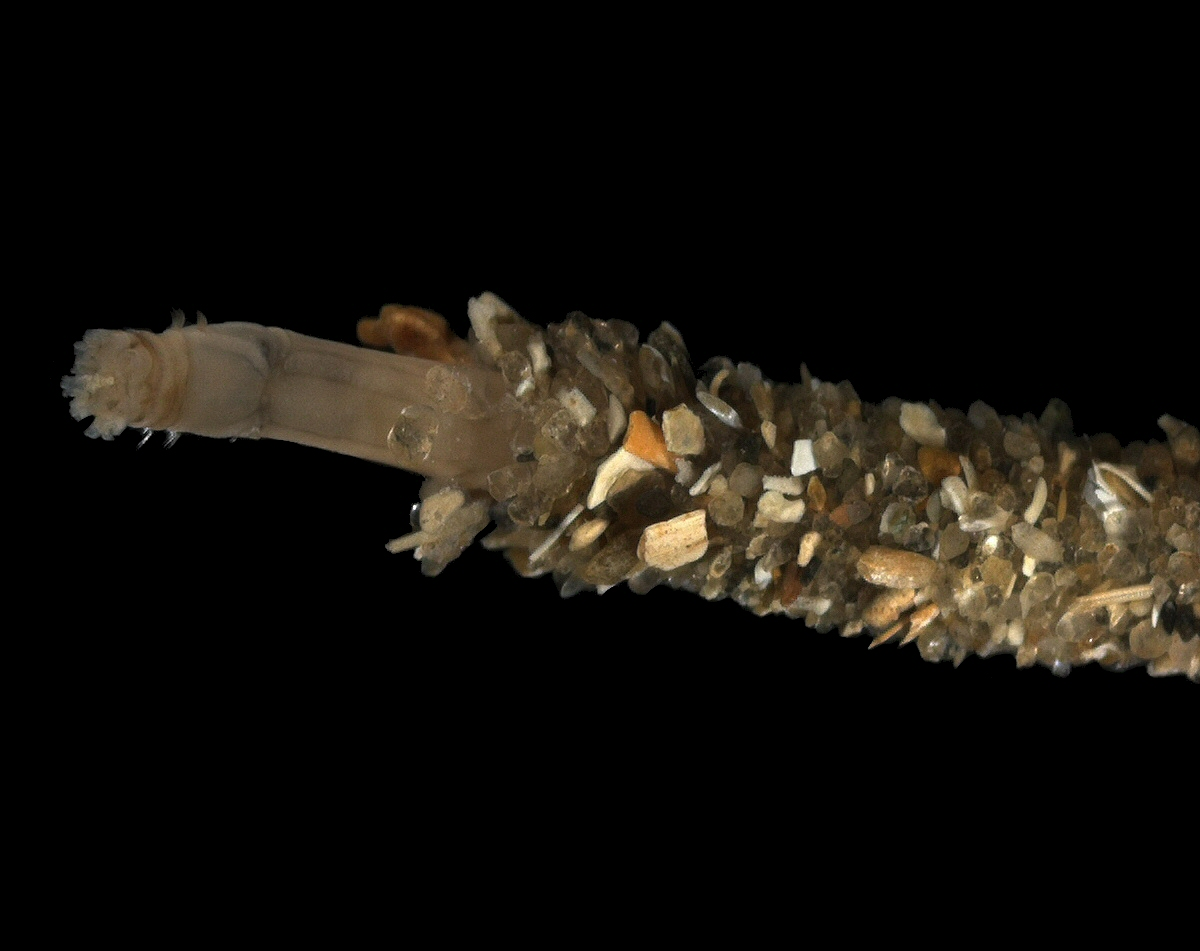
Owenia fusiformis. Ce ver non sessile fabrique un tube à partir de matériaux accumulés.
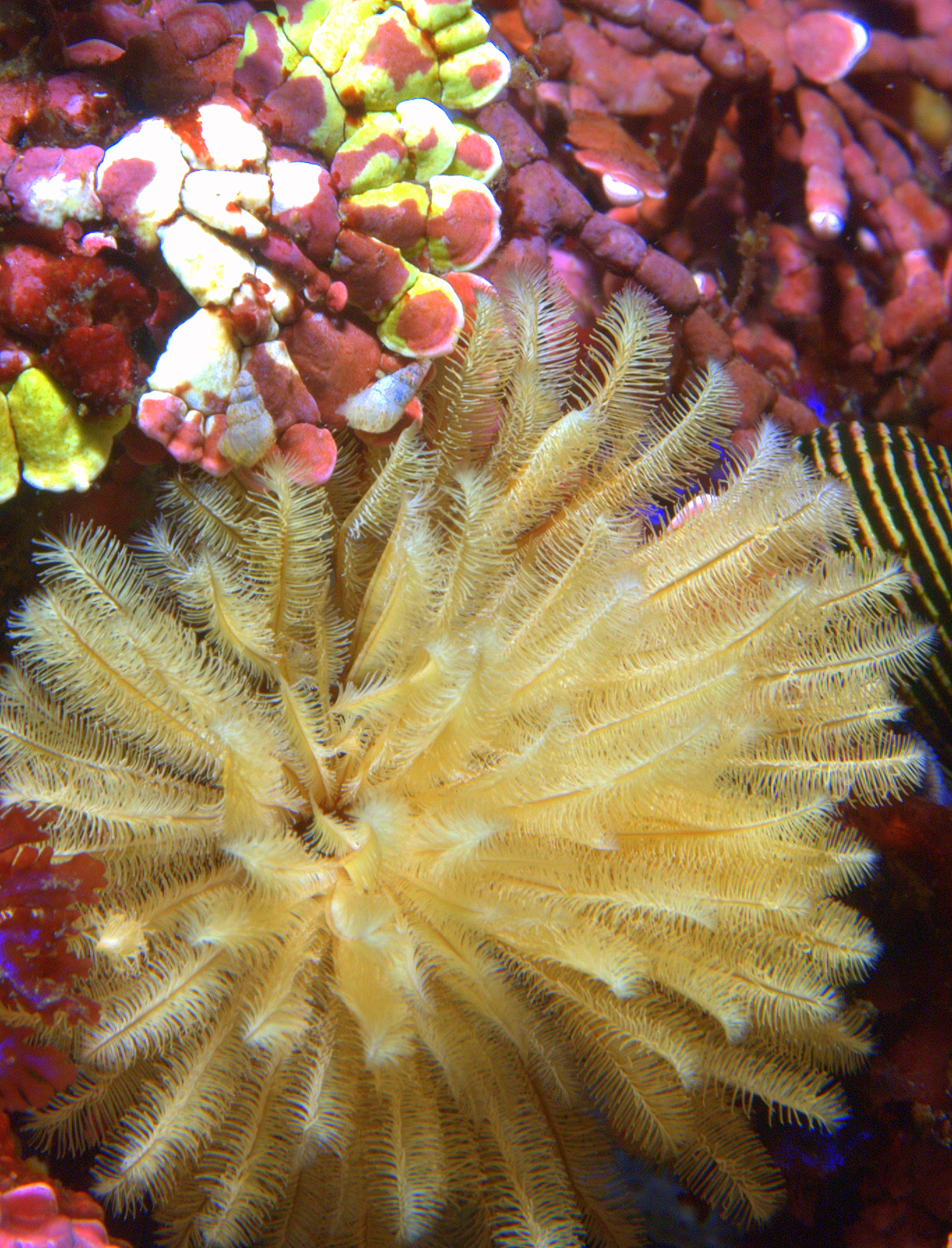
Sabellidé, Californie.
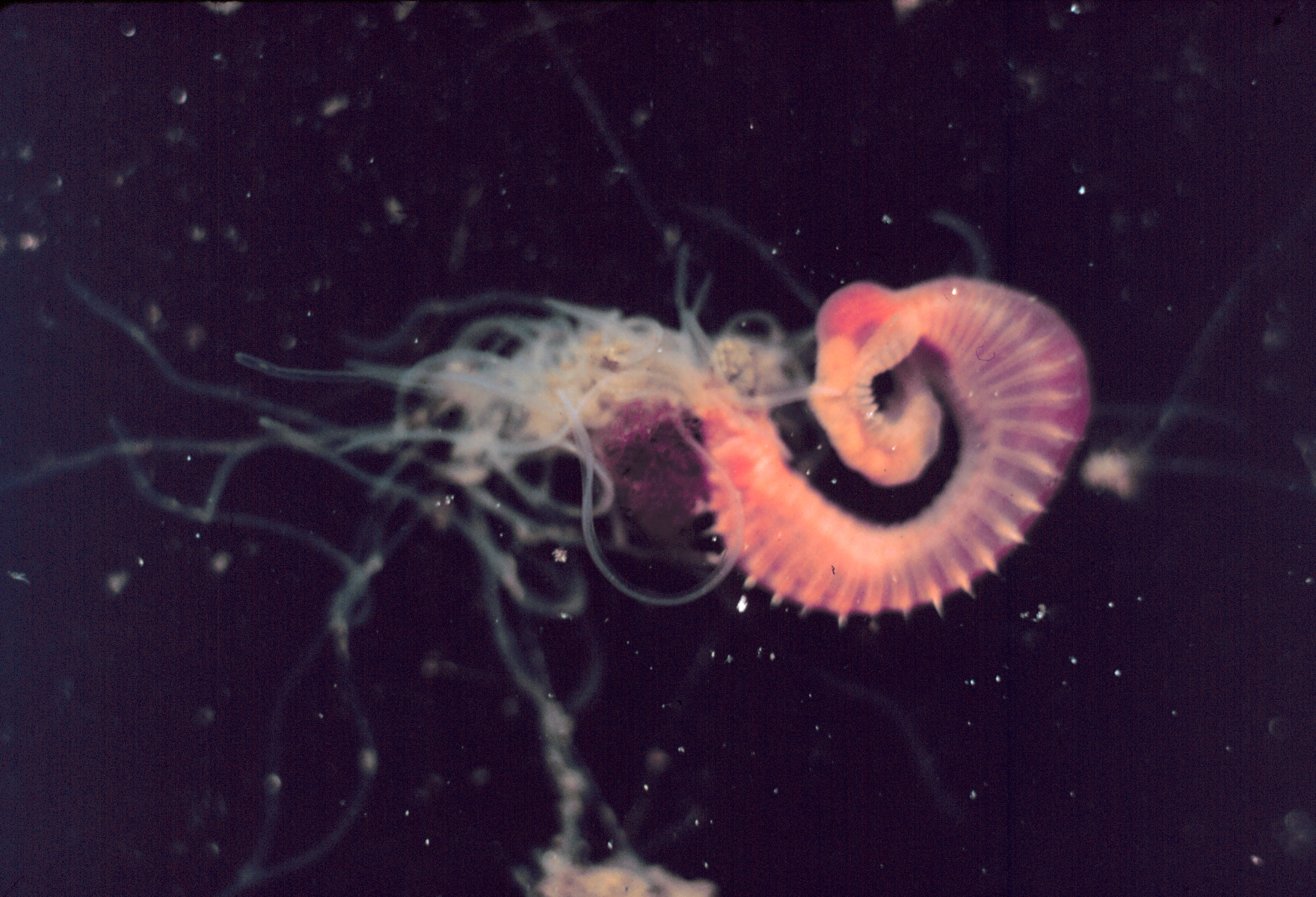
Amphitrite sp. : ce ver non sessile construit un tube de vase grâce à ses tentacules.
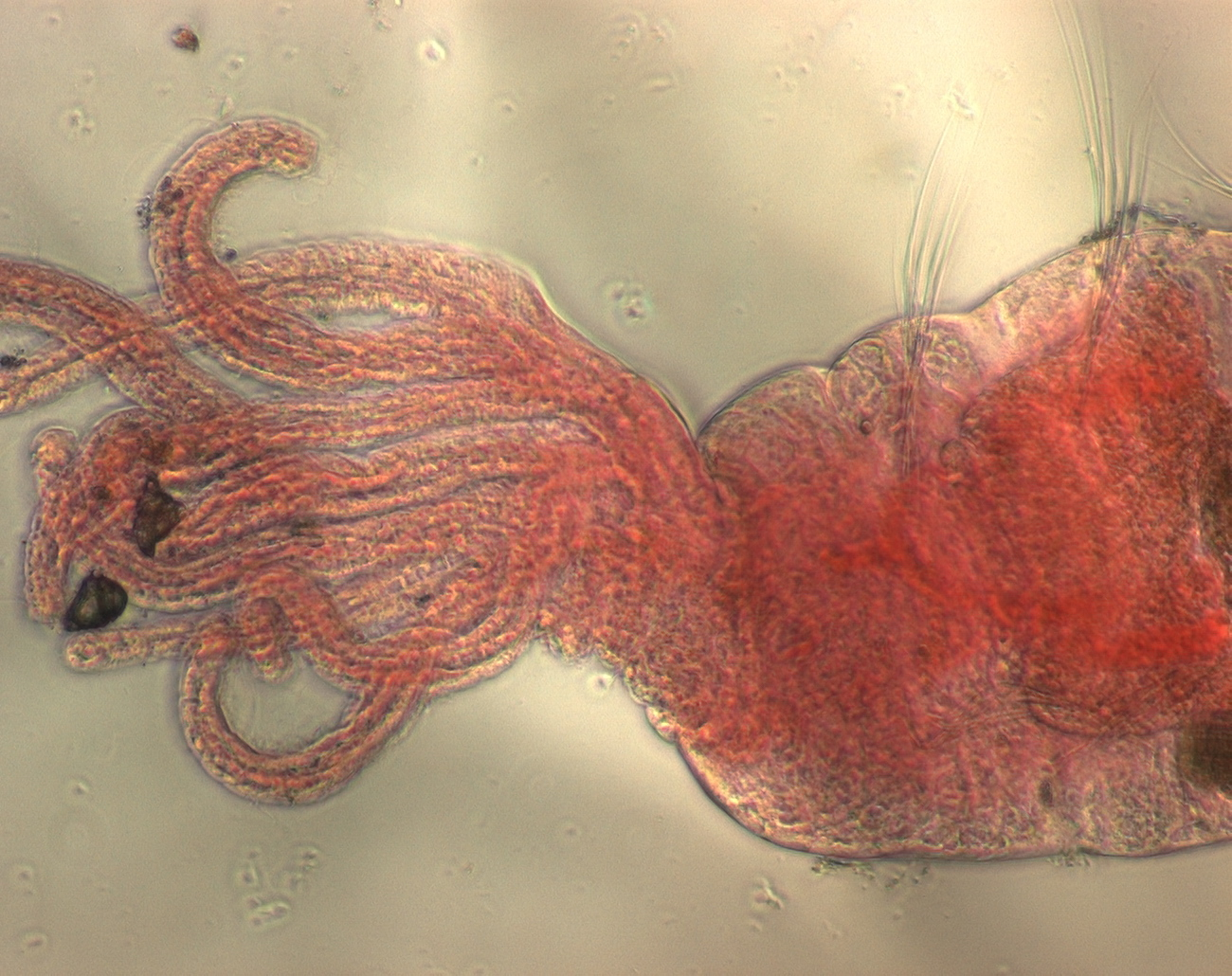
Manayunkia aestuarina
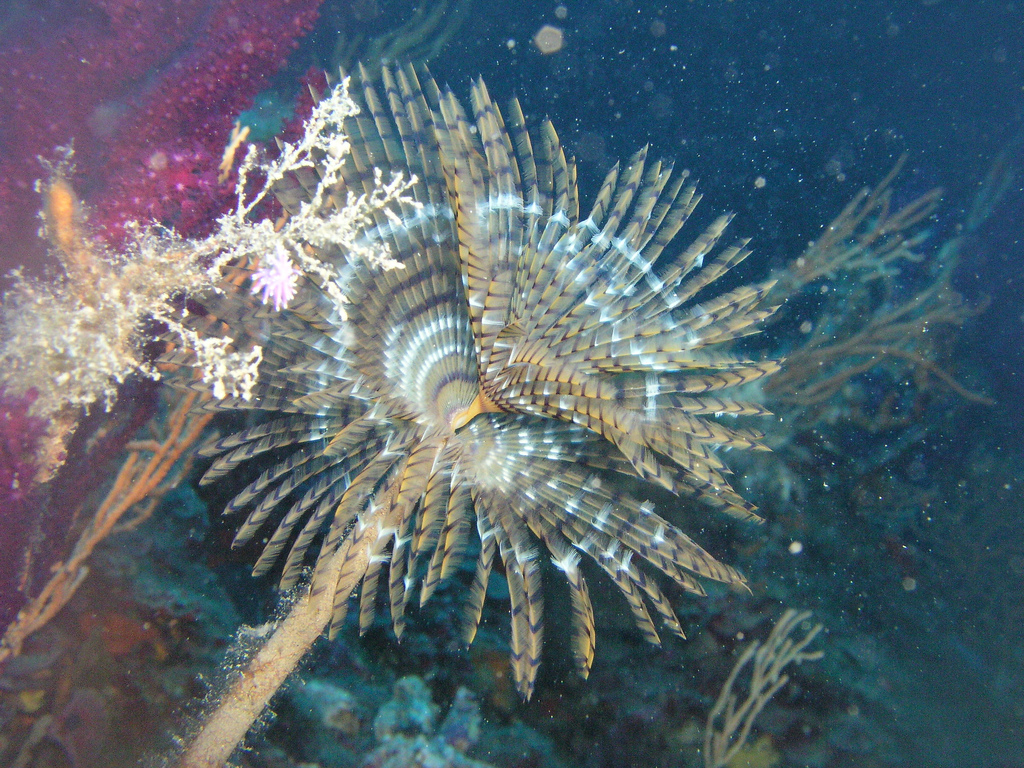
Sabella spallanzanii
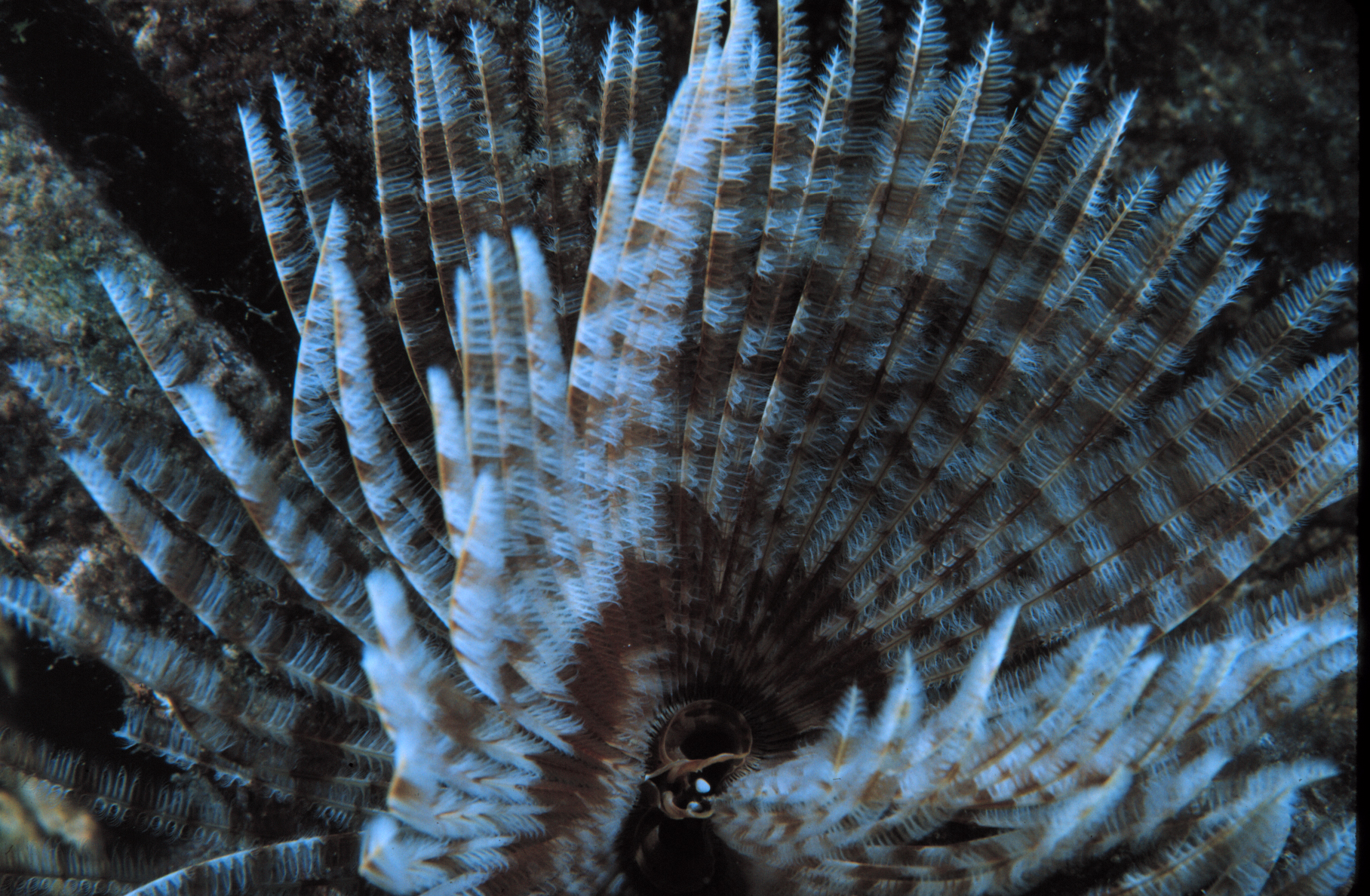
Gros plan sur la couronne d'un Serpulidé
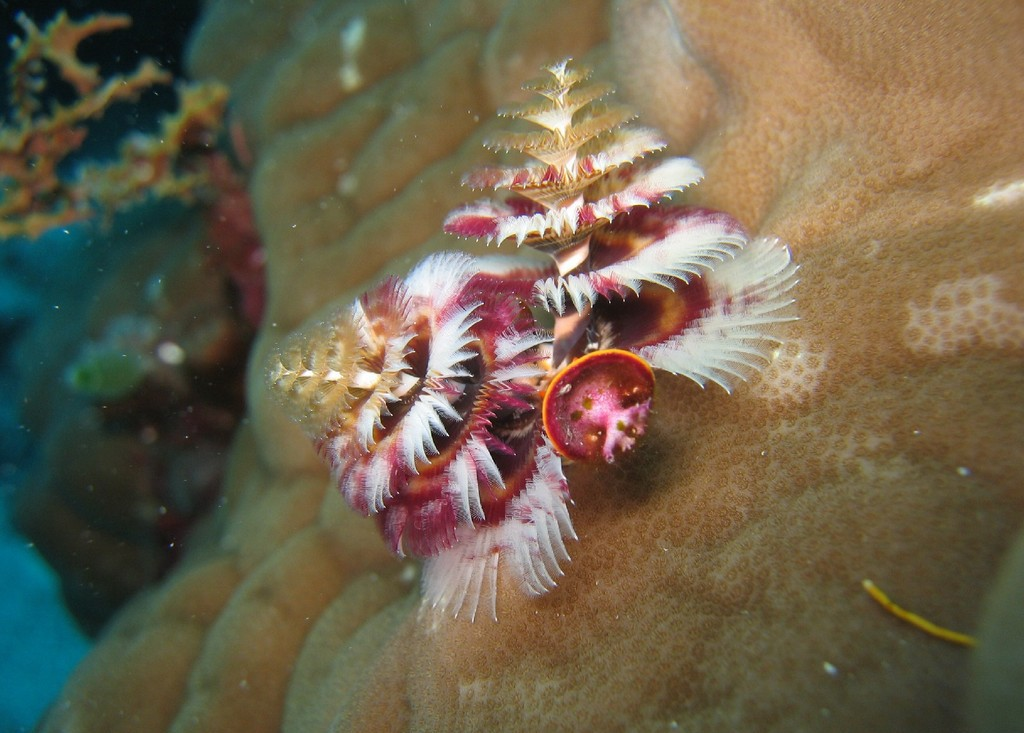
Spirobranchus giganteus
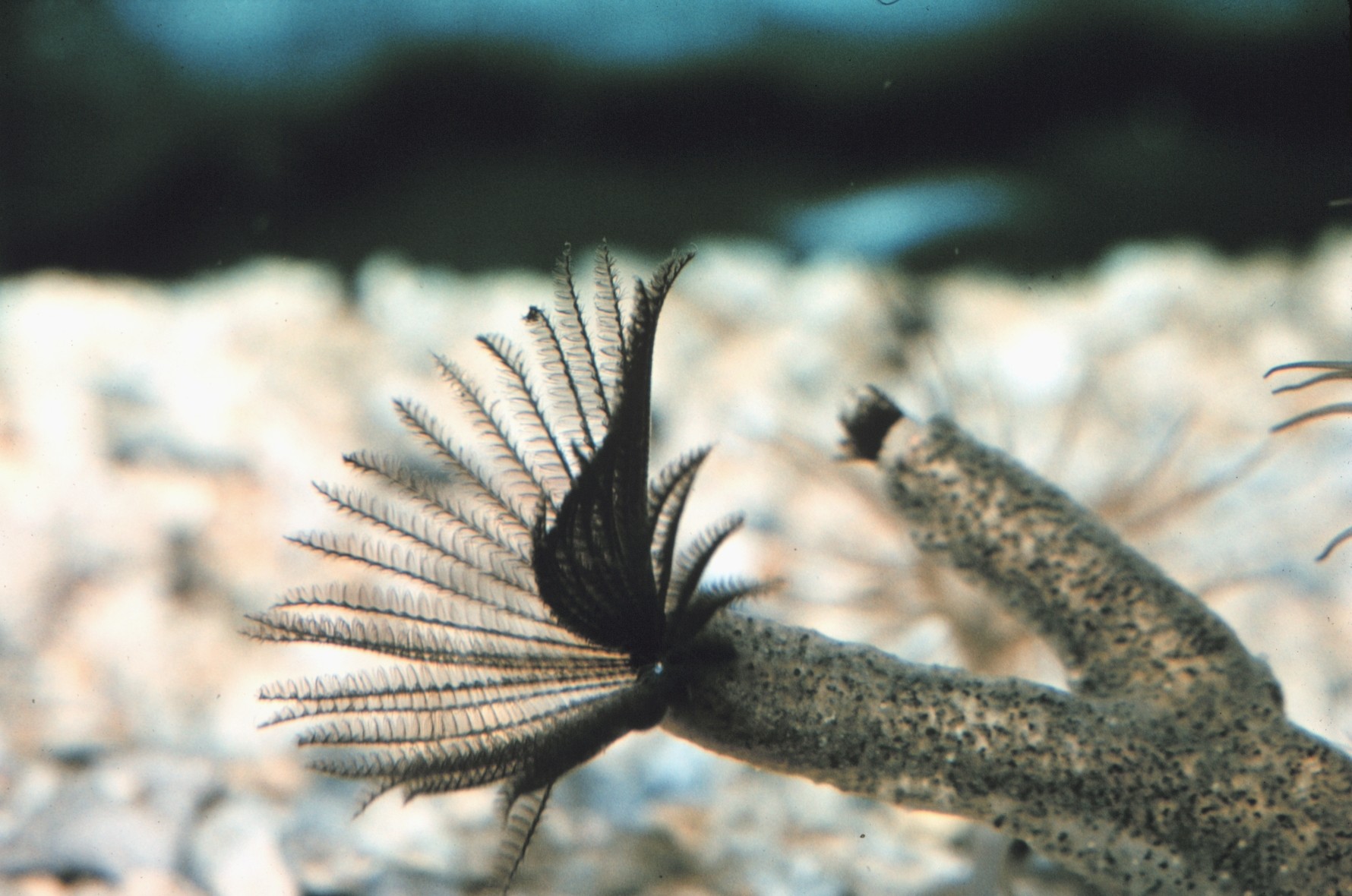
Sabellidé, Hawaii.
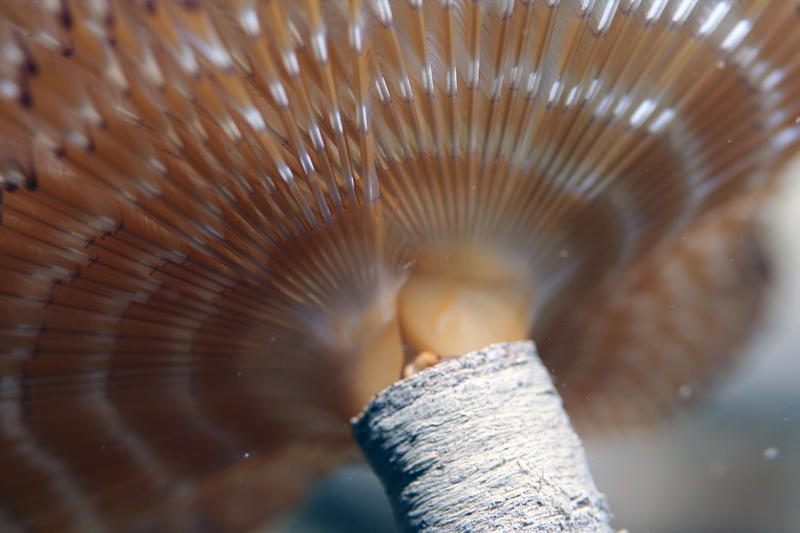
Détails du tube et des « tentacules » d'une Sabelle Sabella spallanzanii.
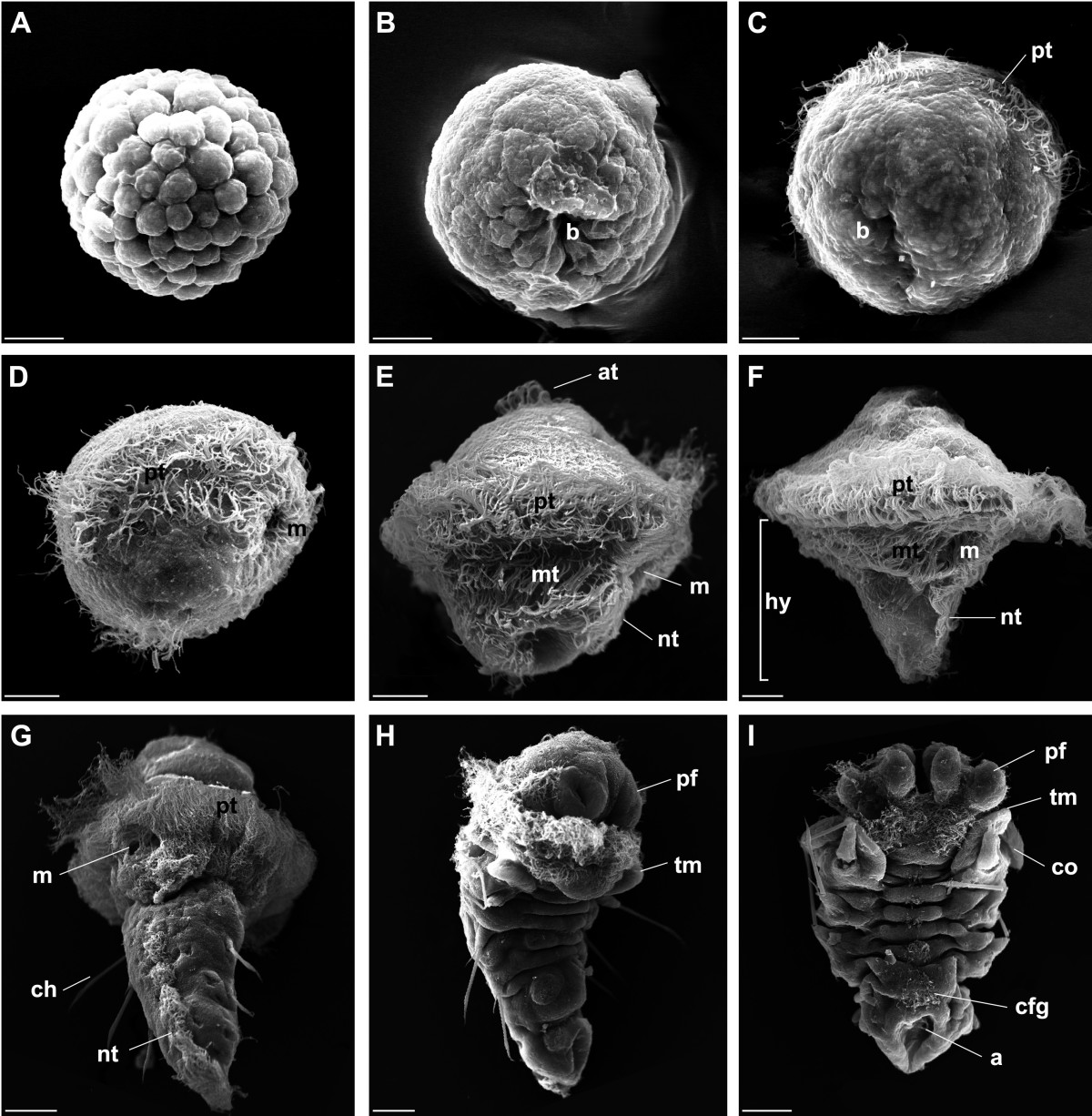
Développement d'une larve de Pomatoceros lamarcki.
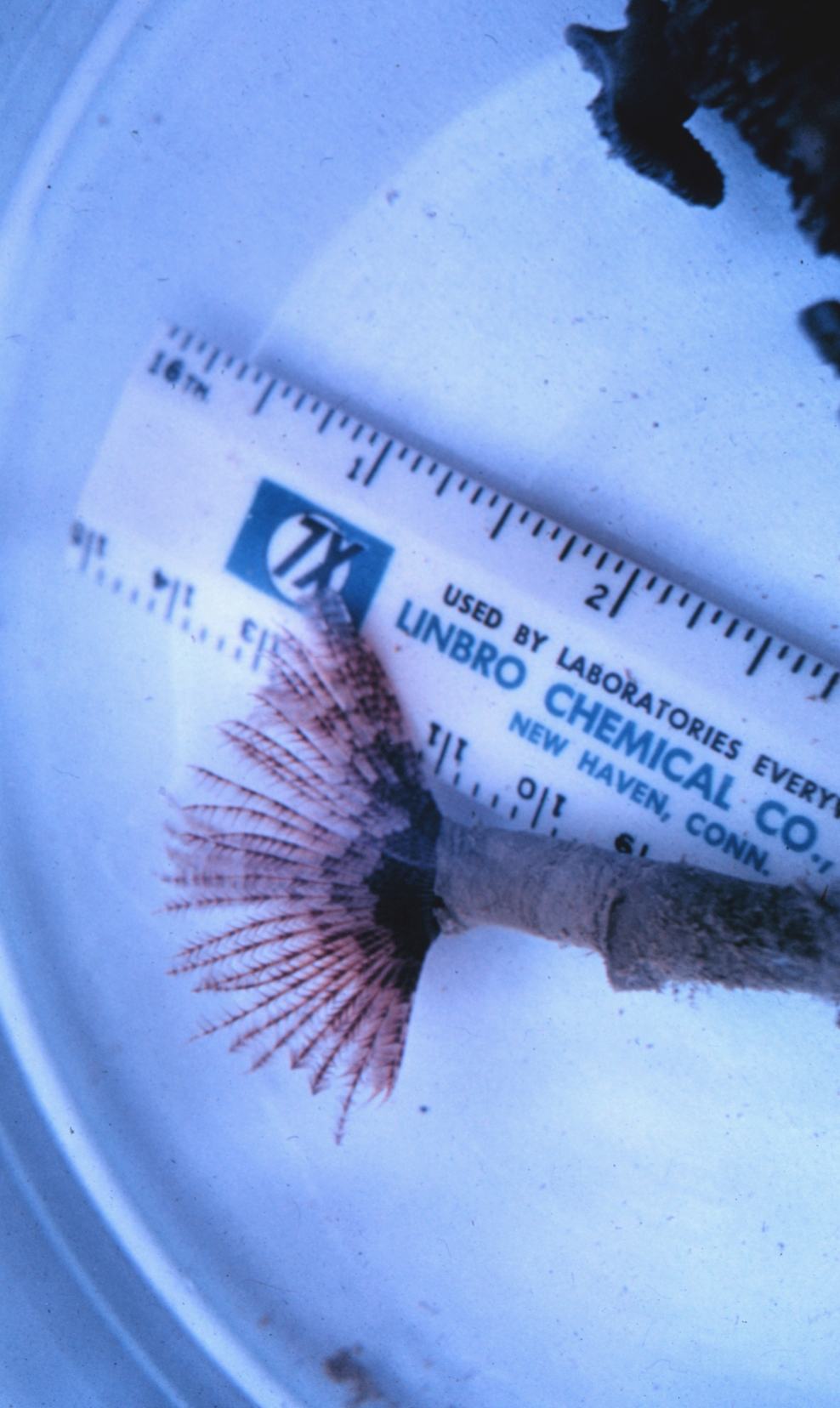
Mesure d'une sabelle en centimètres.
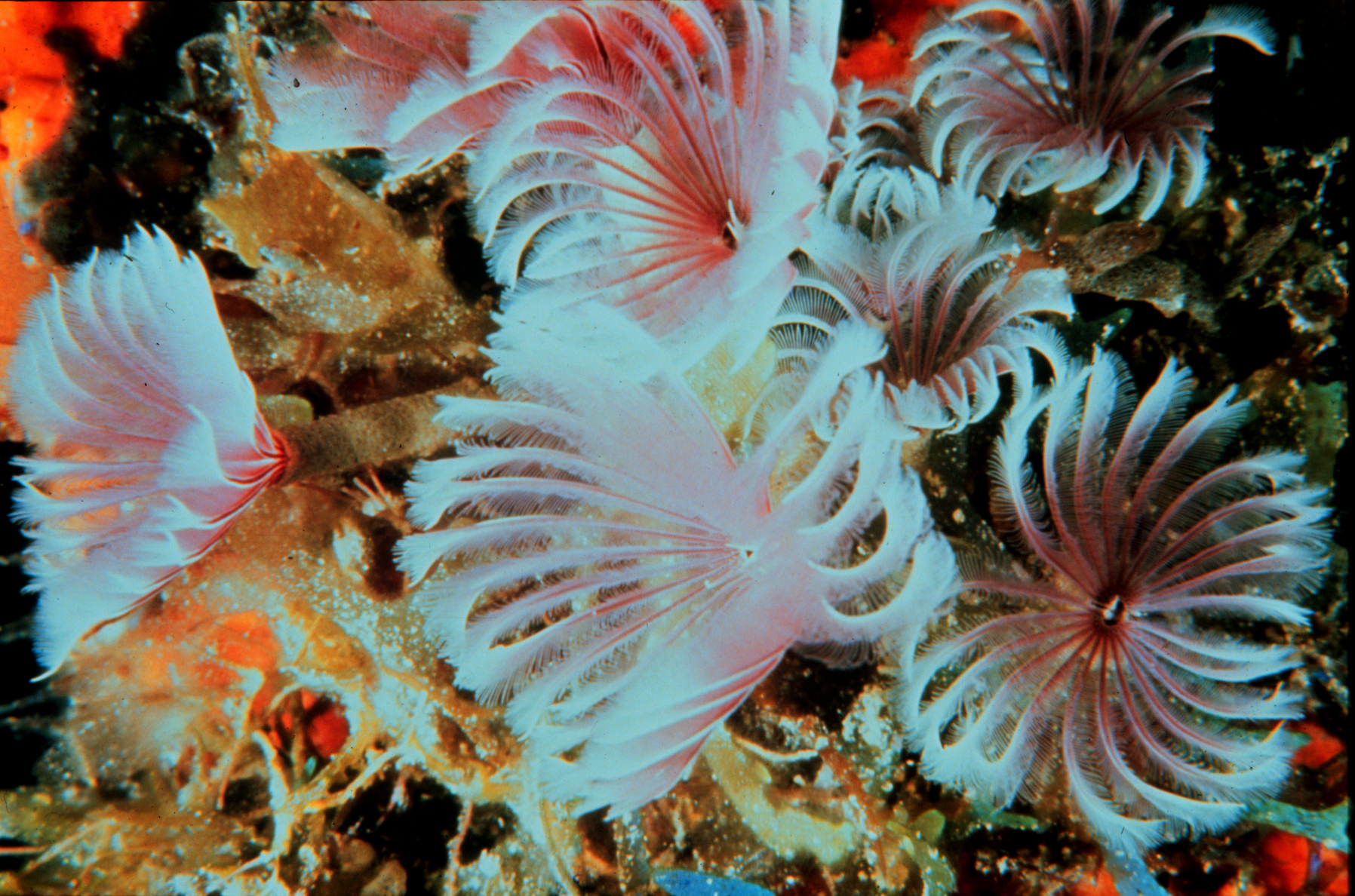
Eudistylia polymorpha
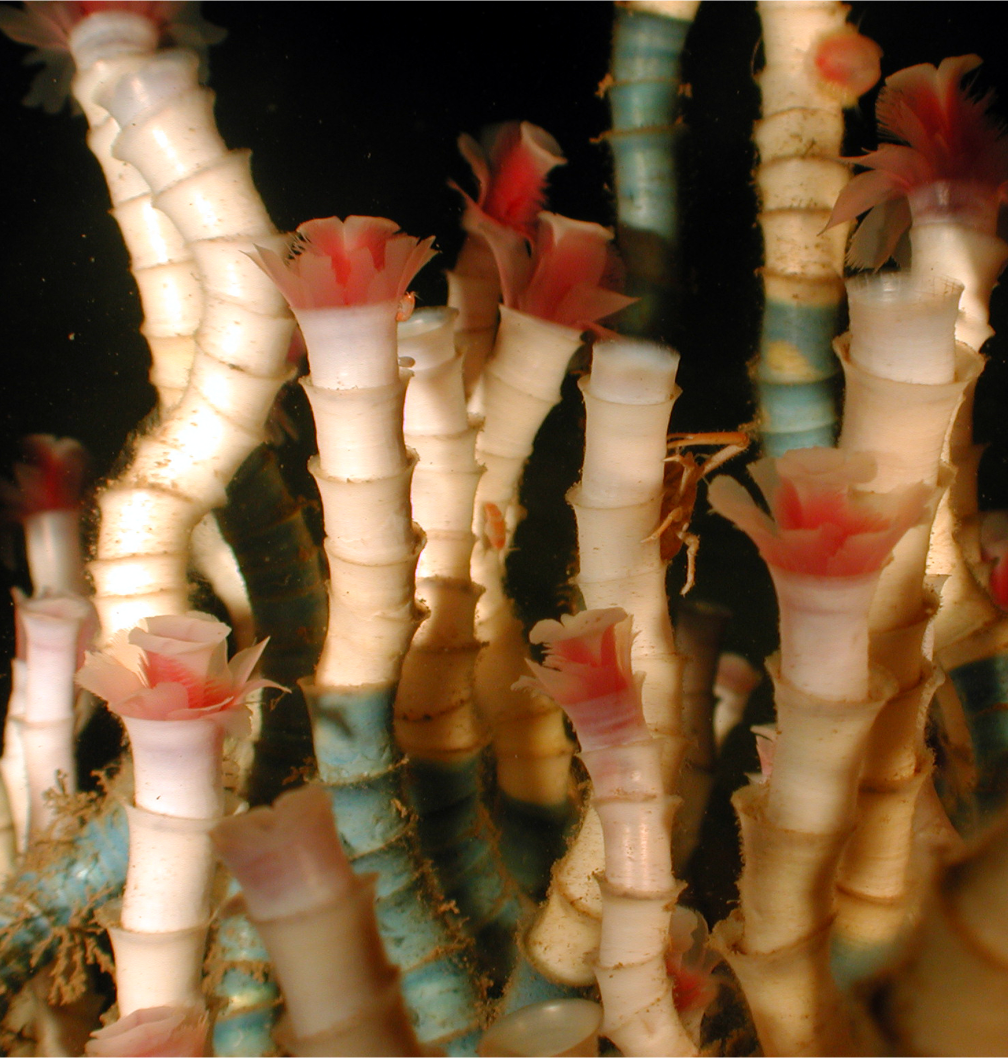
Lamellibrachia luymesi
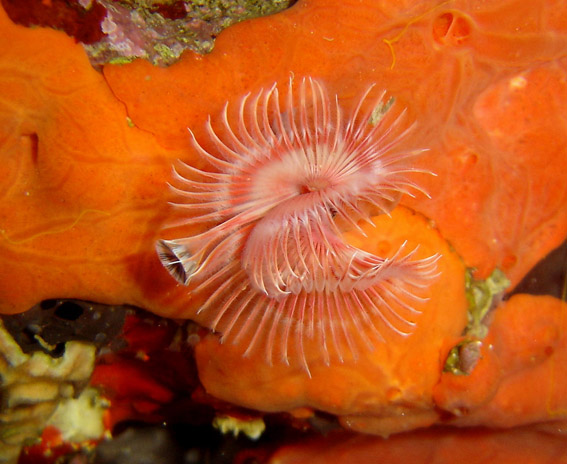
Serpula vermicularis